# Nugget Point

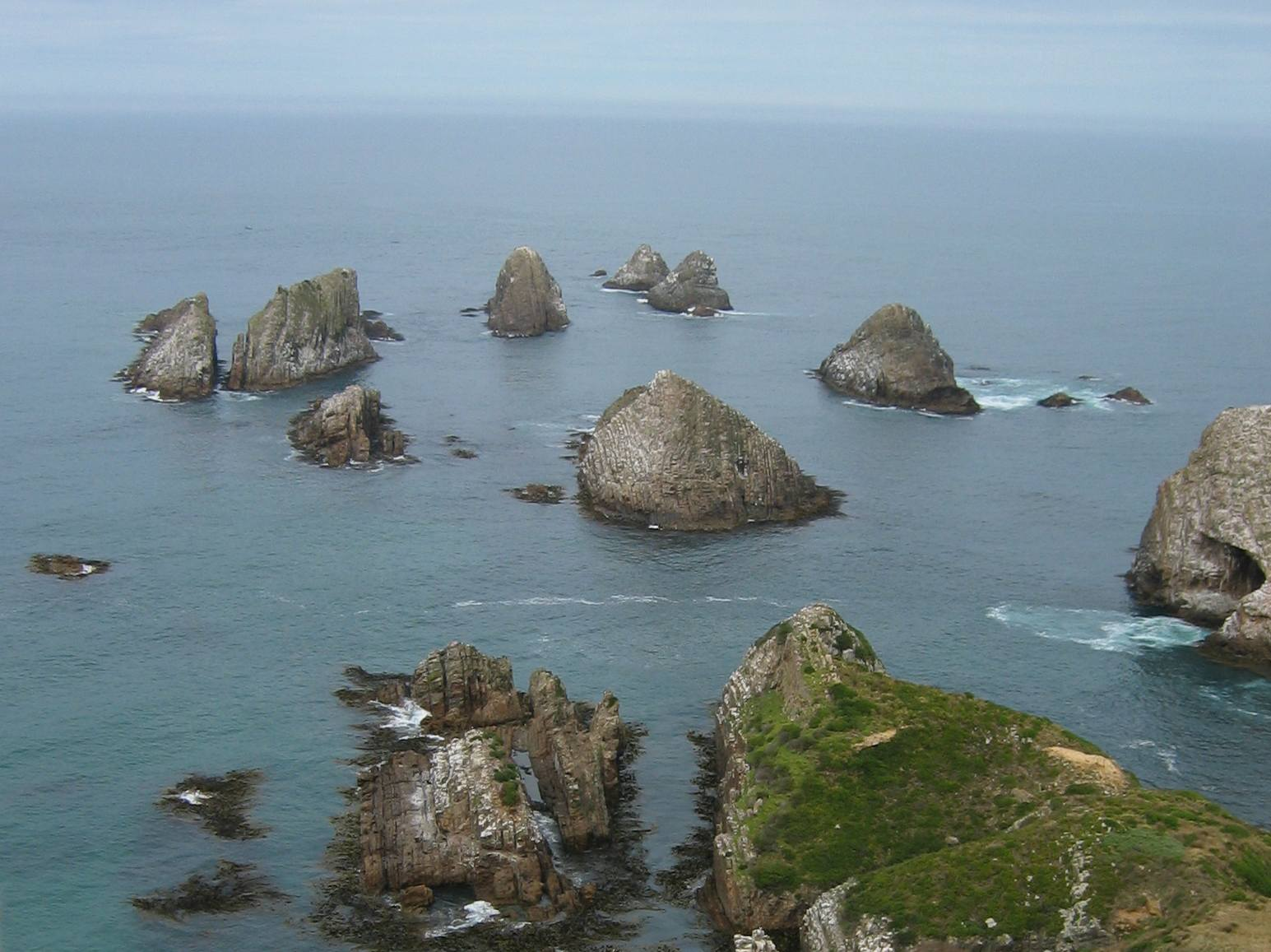
Vista de Nugget Point a partir do farol.

Nugget Point é um dos centros turísticos mais característicos da costa de Otago. Encontra-se no ponto mais setentrional de The Catlins. Existe um farol que avisa os navios da presença de pequenos ilhéus rochosos (de onde vem o nome da zona). O farol está a 76 metros acima no nível médio do mar. Foi construído entre 1869-70, funcionando actualmente de forma automática. 
Na área residem várias espécies de aves marinhas, entre as quais pinguins. Também há uma colónia de focas.    